# Basketball-Europameisterschaft 1999
Die Basketball-Europameisterschaft 1999 der Herren, offiziell Eurobasket 1999, fand vom 21. Juni bis 3. Juli 1999 in Frankreich statt. Es waren die 31. Europameisterschaften. Gold gewann Italien vor Silbermedaillengewinner Spanien. Jugoslawien (bzw. Serbien und Montenegro) gewann Bronze.
Bei der Basketball-Europameisterschaft handelt es sich um einen alle zwei Jahre ausgetragenen Basketballwettbewerb zwischen europäischen Nationalmannschaften, der durch die in München ansässige FIBA Europa, dem Europäischen Basketballverband, organisiert wird.

## Austragungsorte
Die Vorrundenspiele fanden in Toulouse, Clermont-Ferrand, Antibes und Dijon statt. Die Spiele der Zwischenrunde wurden in Pau und Le Mans ausgetragen. Die Spiele ab dem Viertelfinale wurden in dem Palais Omnisports de Paris-Bercy in Paris bestritten.

## Qualifikation
Insgesamt nahmen 16 Mannschaften an dem Turnier teil, die sich auf unterschiedliche Weise für das Turnier qualifizierten:
- Jugoslawien, war als Titelverteidiger automatisch qualifiziert.
- Frankreich war als Gastgeber automatisch gesetzt.
- 14 Teilnehmer wurden über drei Qualifikationsrunden ermittelt.

## Vorrunde
In der Vorrunde spielten jeweils vier Mannschaften in vier Gruppen gegeneinander. Der Sieger eines Spiels erhielt zwei Punkte, der Verlierer einen Punkt. Stand ein Spiel am Ende der regulären Spielzeit unentschieden, so gab es Verlängerung.

### Gruppe A –Toulouse
| Spiel | Datum      | Team 1      | Team 2      | Ergebnis | 1. H. | 2. H. | Verl. |
| ----- | ---------- | ----------- | ----------- | -------- | ----- | ----- | ----- |
| A1    | 21.06.1999 | Israel      | Jugoslawien | 61:81    | 23:38 | 38:43 | –     |
| A2    | 21.06.1999 | Mazedonien  | Frankreich  | 67:71    | 40:42 | 27:29 | –     |
| A3    | 22.06.1999 | Jugoslawien | Mazedonien  | 83:68    | 51:40 | 32:28 | –     |
| A4    | 22.06.1999 | Frankreich  | Israel      | 77:66    | 37:34 | 40:32 | –     |
| A5    | 23.06.1999 | Mazedonien  | Israel      | 62:64    | 37:29 | 25:35 | –     |
| A6    | 23.06.1999 | Jugoslawien | Frankreich  | 63:52    | 27:33 | 36:19 | –     |

| Platz | Team        | Spiele | Siege | Niederl. | Punkte | Körbe   | Diff | qualifiziert für |
| ----- | ----------- | ------ | ----- | -------- | ------ | ------- | ---- | ---------------- |
| 1     | Jugoslawien | 3      | 3     | 0        | 6      | 227:181 | +46  | Zwischenrunde    |
| 2     | Frankreich  | 3      | 2     | 1        | 5      | 200:196 | +04  | Zwischenrunde    |
| 3     | Israel      | 3      | 1     | 2        | 4      | 191:220 | −29  | Zwischenrunde    |
| 4     | Mazedonien  | 3      | 0     | 3        | 3      | 197:218 | −21  |                  |

### Gruppe B –Clermont-Ferrand
| Spiel | Datum      | Team 1    | Team 2    | Ergebnis | 1. H. | 2. H. | Verl. |
| ----- | ---------- | --------- | --------- | -------- | ----- | ----- | ----- |
| B1    | 21.06.1999 | Slowenien | Russland  | 47:68    | 22:30 | 25:38 | –     |
| B2    | 21.06.1999 | Ungarn    | Spanien   | 75:84    | 36:27 | 39:57 | -     |
| B3    | 22.06.1999 | Russland  | Ungarn    | 73:72    | 35:30 | 38:42 | –     |
| B4    | 22.06.1999 | Spanien   | Slowenien | 75:85    | 43:50 | 32:35 | –     |
| B5    | 23.06.1999 | Ungarn    | Slowenien | 66:72    | 33:40 | 33:32 | –     |
| B6    | 23.06.1999 | Russland  | Spanien   | 69:72    | 30:39 | 39:33 | –     |

| Platz | Team      | Spiele | Siege | Niederl. | Punkte | Körbe   | Diff | qualifiziert für |
| ----- | --------- | ------ | ----- | -------- | ------ | ------- | ---- | ---------------- |
| 1     | Russland  | 3      | 2     | 1        | 5      | 210:191 | +19  | Zwischenrunde    |
| 2     | Spanien   | 3      | 2     | 1        | 5      | 231:229 | +02  | Zwischenrunde    |
| 3     | Slowenien | 3      | 2     | 1        | 5      | 204:209 | −05  | Zwischenrunde    |
| 4     | Ungarn    | 3      | 0     | 3        | 3      | 213:229 | −16  |                  |

### Gruppe C –Antibes
| Spiel | Datum      | Team 1                  | Team 2                  | Ergebnis | 1. H. | 2. H. | Verl. |
| ----- | ---------- | ----------------------- | ----------------------- | -------- | ----- | ----- | ----- |
| C1    | 21.06.1999 | Bosnien und Herzegowina | Türkei                  | 42:57    | 21:24 | 21:33 | –     |
| C2    | 21.06.1999 | Kroatien                | Italien                 | 70:68    | 29:48 | 41:20 | –     |
| C3    | 22.06.1999 | Türkei                  | Kroatien                | 70:63    | 27:34 | 43:29 | –     |
| C4    | 22.06.1999 | Italien                 | Bosnien und Herzegowina | 64:59    | 36:30 | 28:29 | –     |
| C5    | 23.06.1999 | Bosnien und Herzegowina | Kroatien                | 59:65    | 32:37 | 27:28 | –     |
| C6    | 23.06.1999 | Italien                 | Türkei                  | 64:61    | 33:34 | 31:27 | –     |

| Platz | Team                    | Spiele | Siege | Niederl. | Punkte | Körbe   | Diff | qualifiziert für |
| ----- | ----------------------- | ------ | ----- | -------- | ------ | ------- | ---- | ---------------- |
| 1     | Türkei                  | 3      | 2     | 1        | 5      | 188:169 | +19  | Zwischenrunde    |
| 2     | Italien                 | 3      | 2     | 1        | 5      | 196:190 | +06  | Zwischenrunde    |
| 3     | Kroatien                | 3      | 2     | 1        | 5      | 198:197 | +01  | Zwischenrunde    |
| 4     | Bosnien und Herzegowina | 3      | 0     | 3        | 3      | 160:186 | −26  |                  |

### Gruppe D –Dijon
| Spiel | Datum      | Team 1       | Team 2       | Ergebnis | 1. H. | 2. H. | Verl. |
| ----- | ---------- | ------------ | ------------ | -------- | ----- | ----- | ----- |
| D1    | 21.06.1999 | Tschechien   | Litauen      | 78:62    | 43:34 | 35:28 | –     |
| D2    | 21.06.1999 | Deutschland  | Griechenland | 59:58    | 26:23 | 33:35 | –     |
| D3    | 22.06.1999 | Litauen      | Deutschland  | 84:74    | 32:32 | 52:42 | –     |
| D4    | 22.06.1999 | Griechenland | Tschechien   | 72:83    | 33:34 | 39:49 | –     |
| D5    | 23.06.1999 | Tschechien   | Deutschland  | 68:77    | 33:49 | 35:28 | –     |
| D6    | 23.06.1999 | Griechenland | Litauen      | 64:82    | 28:44 | 36:38 | –     |

| Platz | Team         | Spiele | Siege | Niederl. | Punkte | Körbe   | Diff | qualifiziert für |
| ----- | ------------ | ------ | ----- | -------- | ------ | ------- | ---- | ---------------- |
| 1     | Tschechien   | 3      | 2     | 1        | 5      | 229:211 | +18  | Zwischenrunde    |
| 2     | Deutschland  | 3      | 2     | 1        | 5      | 210:210 | ±0   | Zwischenrunde    |
| 3     | Litauen      | 3      | 2     | 1        | 5      | 228:216 | +12  | Zwischenrunde    |
| 4     | Griechenland | 3      | 0     | 3        | 3      | 194:224 | −30  |                  |

## Zwischenrunde
Nach der Vorrunde qualifizierten sich jeweils die ersten drei Mannschaften einer Gruppe für die Zwischenrunde. Die jeweils ersten drei Teams der Gruppen A und B bildeten die Gruppe E, die Qualifizierten der Gruppen C und D bildeten die neue Gruppe F. Jedes Team trat einmal gegen jedes der drei neuen Mitglieder der Gruppe an. Die Punkte aus der Vorrunde wurden weitergeführt.

### Gruppe E –Pau
| Spiel | Datum      | Team 1      | Team 2      | Ergebnis | 1. H. | 2. H. | Verl. |
| ----- | ---------- | ----------- | ----------- | -------- | ----- | ----- | ----- |
| E1    | 26.06.1999 | Spanien     | Frankreich  | 57:74    | 32:31 | 25:43 | –     |
| E2    | 26.06.1999 | Slowenien   | Jugoslawien | 66:71    | 33:29 | 33:42 | –     |
| E3    | 26.06.1999 | Russland    | Israel      | 93:84    | 41:43 | 35:33 | 17:8  |
| E4    | 27.06.1999 | Jugoslawien | Spanien     | 77:63    | 38:35 | 39:28 | –     |
| E5    | 27.06.1999 | Israel      | Slowenien   | 67:66    | 41:28 | 26:38 | –     |
| E6    | 27.06.1999 | Frankreich  | Russland    | 66:62    | 34:27 | 32:35 | –     |
| E7    | 28.06.1999 | Spanien     | Israel      | 88:74    | 36:31 | 52:43 | –     |
| E8    | 28.06.1999 | Russland    | Jugoslawien | 76:68    | 36:31 | 40:37 | –     |
| E9    | 28.06.1999 | Slowenien   | Frankreich  | 69:74    | 38:28 | 31:46 | –     |

| Platz | Team        | Spiele | Siege | Niederl. | Punkte | Körbe   | Diff | qualifiziert für |
| ----- | ----------- | ------ | ----- | -------- | ------ | ------- | ---- | ---------------- |
| 1     | Jugoslawien | 6      | 5     | 1        | 11     | 443:386 | +57  | Viertelfinale    |
| 2     | Frankreich  | 6      | 5     | 1        | 11     | 414:384 | +30  | Viertelfinale    |
| 3     | Russland    | 6      | 4     | 2        | 10     | 441:409 | +32  | Viertelfinale    |
| 4     | Spanien     | 6      | 3     | 3        | 9      | 439:454 | −15  | Viertelfinale    |
| 5     | Israel      | 6      | 2     | 4        | 8      | 416:467 | −51  |                  |
| 6     | Slowenien   | 6      | 2     | 4        | 8      | 405:421 | −16  |                  |

### Gruppe F –Le Mans
| Spiel | Datum      | Team 1      | Team 2      | Ergebnis | 1. H. | 2. H. | Verl. |
| ----- | ---------- | ----------- | ----------- | -------- | ----- | ----- | ----- |
| F1    | 26.06.1999 | Litauen     | Türkei      | 074:48   | 35:29 | 39:19 | –     |
| F2    | 26.06.1999 | Tschechien  | Kroatien    | 064:86   | 29:45 | 35:41 | –     |
| F3    | 26.06.1999 | Deutschland | Italien     | 053:74   | 25:37 | 28:37 | –     |
| F4    | 27.06.1999 | Kroatien    | Litauen     | 075:91   | 42:50 | 33:41 | –     |
| F5    | 27.06.1999 | Türkei      | Deutschland | 063:55   | 31:29 | 32:26 | –     |
| F6    | 27.06.1999 | Italien     | Tschechien  | 095:68   | 45:40 | 50:28 | –     |
| F7    | 28.06.1999 | Deutschland | Kroatien    | 102:85   | 50:49 | 52:36 | –     |
| F8    | 28.06.1999 | Tschechien  | Türkei      | 073:78   | 37:36 | 36:42 | –     |
| F9    | 28.06.1999 | Litauen     | Italien     | 074:62   | 39:35 | 35:27 | –     |

| Platz | Team        | Spiele | Siege | Niederl. | Punkte | Körbe   | Diff | qualifiziert für |
| ----- | ----------- | ------ | ----- | -------- | ------ | ------- | ---- | ---------------- |
| 1     | Litauen     | 6      | 5     | 1        | 11     | 467:401 | +66  | Viertelfinale    |
| 2     | Italien     | 6      | 4     | 2        | 10     | 427:385 | +42  | Viertelfinale    |
| 3     | Türkei      | 6      | 4     | 2        | 10     | 377:371 | +06  | Viertelfinale    |
| 4     | Deutschland | 6      | 3     | 3        | 9      | 420:432 | −12  | Viertelfinale    |
| 5     | Kroatien    | 6      | 3     | 3        | 9      | 444:454 | −10  |                  |
| 6     | Tschechien  | 6      | 2     | 4        | 88     | 434:470 | −36  |                  |

## Finalrunden

### Modus
Nach der Zwischenrunde qualifizierten sich jeweils die ersten vier Teams der beiden Gruppen E und F für die Finalrunde. Gespielt wurde im Viertelfinale über Kreuz gegen einen Gegner aus der jeweils anderen Gruppe. Anschließend trafen sowohl die Sieger der Viertelfinals im Halbfinale aufeinander, als auch die Verlierer im „kleinen Halbfinale“. Die Sieger der Halbfinalspiele trafen im Finale aufeinander, die Verlierer im Spiel um Platz 3. Die Sieger des „kleinen Halbfinales“ spielten um Platz 5, die Verlierer um Platz 7.

### Turnierbaum
Alle Zeiten sind Mitteleuropäische Sommerzeit (MESZ)
|  | Viertelfinale           | Viertelfinale           |                         |                         | Halbfinale              | Halbfinale |  |  | Finale                  | Finale                  |
|  |                         |                         |                         |                         |                         |            |  |  |                         |                         |
|  | 43 – 01.07.1999 – 14:00 |                         |                         |                         |                         |            |  |  |                         |                         |
|  | Russland                | 79                      |                         |                         |                         |            |  |  |                         |                         |
|  | Russland                | 79                      | 49 – 02.07.1999 – 20:45 |                         |                         |            |  |  |                         |                         |
|  | Italien                 | 102                     |                         |                         |                         |            |  |  |                         |                         |
|  | Italien                 | 102                     | Italien                 | 71                      |                         |            |  |  |                         |                         |
|  |                         |                         | Italien                 | 71                      |                         |            |  |  |                         |                         |
|  |                         | Jugoslawien             | 62                      |                         |                         |            |  |  |                         |                         |
|  | Jugoslawien             | Jugoslawien             | 62                      | 78                      |                         |            |  |  |                         |                         |
|  | Jugoslawien             |                         |                         | 78                      |                         |            |  |  |                         |                         |
|  | Deutschland             | 68                      |                         | 54 – 03.07.1999 – 18:00 | 54 – 03.07.1999 – 18:00 |            |  |  |                         |                         |
|  | 44 – 01.07.1999 – 16:15 | 44 – 01.07.1999 – 16:15 | Spanien                 | 56                      |                         |            |  |  |                         |                         |
|  | 45 – 01.07.1999 – 18:30 | 45 – 01.07.1999 – 18:30 |                         | Italien                 | 64                      |            |  |  |                         |                         |
|  | Frankreich              | 66                      |                         |                         |                         |            |  |  |                         |                         |
|  | Türkei                  | 63                      |                         |                         |                         |            |  |  |                         |                         |
|  | Türkei                  | 63                      | Frankreich              | 63                      |                         |            |  |  |                         |                         |
|  |                         |                         | Frankreich              | 63                      | Spiel um Platz 3        |            |  |  |                         |                         |
|  |                         | Spanien                 | 70                      |                         |                         |            |  |  |                         |                         |
|  | Spanien                 | Spanien                 | 70                      | 74                      | Frankreich              | 62         |  |  |                         |                         |
|  | Spanien                 | 50 – 02.07.1999 – 18:30 |                         | 74                      | Frankreich              | 62         |  |  |                         |                         |
|  | Litauen                 | 72                      |                         | Jugoslawien             | 74                      |            |  |  |                         |                         |
|  | Litauen                 | 72                      |                         |                         | 74                      |            |  |  |                         |                         |
|  | 46 – 01.07.1999 – 20:45 | 46 – 01.07.1999 – 20:45 |                         |                         |                         |            |  |  | 53 – 03.07.1999 – 15:45 | 53 – 03.07.1999 – 15:45 |

#### Plätze 5 bis 8
|  | Kleines Halbfinale      | Kleines Halbfinale      |                         |    | Finalrunden 5.–8. Platz | Finalrunden 5.–8. Platz |
|  |                         |                         |                         |    |                         |                         |
|  | Russland                | 74                      |                         |    |                         |                         |
|  | Deutschland             | 70                      |                         |    |                         |                         |
|  | 47 – 02.07.1999 – 14:00 |                         |                         |    |                         |                         |
|  |                         |                         | 52 – 03.07.1999 – 13:30 |    |                         |                         |
|  | Russland                | 72                      |                         |    |                         |                         |
|  |                         | Litauen                 | 103                     |    |                         |                         |
|  |                         |                         |                         |    |                         |                         |
|  | 7. und 8. Platz         |                         |                         |    |                         |                         |
|  | 48 – 02.07.1999 – 16:15 | 48 – 02.07.1999 – 16:15 | Deutschland             | 86 |                         |                         |
|  | Türkei                  | 56                      | Türkei                  | 67 |                         |                         |
|  | Litauen                 | 80                      |                         |    | 51 – 03.07.1999 – 11:15 | 51 – 03.07.1999 – 11:15 |

### Viertelfinale
| Spiel | Datum      | Team 1      | Team 2      | Ergebnis | 1. H. | 2. H. | Verl. |
| ----- | ---------- | ----------- | ----------- | -------- | ----- | ----- | ----- |
| 43    | 01.07.1999 | Russland    | Italien     | 79:102   | 40:49 | 39:53 | –     |
| 44    | 01.07.1999 | Jugoslawien | Deutschland | 78:068   | 38:35 | 40:33 | –     |
| 45    | 01.07.1999 | Frankreich  | Türkei      | 66:063   | 31:31 | 35:32 | –     |
| 46    | 01.07.1999 | Spanien     | Litauen     | 74:072   | 34:31 | 40:41 | –     |

### Kleines Halbfinale
| Spiel | Datum      | Team 1   | Team 2      | Ergebnis | 1. H. | 2. H. | Verl. |
| ----- | ---------- | -------- | ----------- | -------- | ----- | ----- | ----- |
| 47    | 02.07.1999 | Russland | Deutschland | 74:70    | 40:24 | 34:46 | –     |
| 48    | 02.07.1999 | Türkei   | Litauen     | 56:80    | 24:38 | 32:42 | –     |

### Halbfinale
| Spiel | Datum      | Team 1     | Team 2      | Ergebnis | 1. H. | 2. H. | Verl. |
| ----- | ---------- | ---------- | ----------- | -------- | ----- | ----- | ----- |
| 49    | 02.07.1999 | Frankreich | Spanien     | 63:70    | 29:31 | 34:39 | –     |
| 50    | 02.07.1999 | Italien    | Jugoslawien | 71:62    | 37:23 | 34:39 | –     |

### Spiel um Platz 7
| Spiel | Datum      | Team 1      | Team 2 | Ergebnis | 1. H. | 2. H. | Verl. |
| ----- | ---------- | ----------- | ------ | -------- | ----- | ----- | ----- |
| 51    | 03.07.1999 | Deutschland | Türkei | 86:67    | 48:36 | 38:31 | –     |

### Spiel um Platz 5
| Spiel | Datum      | Team 1   | Team 2  | Ergebnis | 1. H. | 2. H. | Verl. |
| ----- | ---------- | -------- | ------- | -------- | ----- | ----- | ----- |
| 52    | 03.07.1999 | Russland | Litauen | 72:103   | 33:42 | 39:61 | –     |

### Spiel um Platz 3
| Spiel | Datum      | Team 1     | Team 2      | Ergebnis | 1. H. | 2. H. | Verl. |
| ----- | ---------- | ---------- | ----------- | -------- | ----- | ----- | ----- |
| 53    | 03.07.1999 | Frankreich | Jugoslawien | 62:74    | 26:33 | 36:41 | –     |

### Finale
| Spiel | Datum      | Team 1  | Team 2  | Ergebnis | 1. H. | 2. H. | Verl. |
| ----- | ---------- | ------- | ------- | -------- | ----- | ----- | ----- |
| 54    | 03.07.1999 | Spanien | Italien | 56:64    | 24:32 | 32:32 | –     |

## Endstände
| Rang                                 | Team                    | Siege : Niederl. | Korbverhältnis |
| ------------------------------------ | ----------------------- | ---------------- | -------------- |
| 1                                    | Italien                 | 7 : 2            | 1,1409         |
| 2                                    | Spanien                 | 5 : 4            | 0,9786         |
| 3                                    | Jugoslawien             | 7 : 2            | 1,1193         |
| 4                                    | Frankreich              | 6 : 3            | 1,0237         |
| 5                                    | Litauen                 | 7 : 2            | 1,1973         |
| 6                                    | Russland                | 5 : 4            | 0,9737         |
| 7                                    | Deutschland             | 4 : 5            | 0,9892         |
| 8                                    | Türkei                  | 4 : 5            | 0,9337         |
| Nach der Zwischenrunde ausgeschieden |                         |                  |                |
| 9                                    | Kroatien                | 3 : 3            | 0,9780         |
| 10                                   | Slowenien               | 2 : 4            | 0,9620         |
| 11                                   | Tschechien              | 2 : 4            | 0,9234         |
| 12                                   | Israel                  | 2 : 4            | 0,8908         |
| Nach der Vorrunde ausgeschieden      |                         |                  |                |
| 13                                   | Ungarn                  | 0 : 3            | 0,9301         |
| 14                                   | Mazedonien              | 0 : 3            | 0,9037         |
| 15                                   | Griechenland            | 0 : 3            | 0,8661         |
| 16                                   | Bosnien und Herzegowina | 0 : 3            | 0,8602         |

## Ehrungen
- Top Scorer: Alberto Herreros (Spanien, 19,2 Punkte)
- Top Rebounder: Arvydas Sabonis (Litauen, 8,5 Rebounds)
- Top Passer: Toni Kukoč (Kroatien, 6,3 Assists)

- Ins All-Tournament-Team wurden Antoine Rigaudeau aus Frankreich, der Spanier Alberto Herreros, die Litauer Arturas Karnišovas und Arvydas Sabonis sowie Toni Kukoč aus Kroatien gewählt.

## Statistiken

### Insgesamt
- 54 Spiele
- 7.623 Punkte
- 3.031 Rebounds (davon 877 offensiv und 2154 defensiv)
- 1.623 Assists
- 2.305 Fouls
- 1.281 Ballverluste
- 683 Steals

### Meiste Punkte
| Spieler            | Nationalität | Punkte |
| ------------------ | ------------ | ------ |
| Alberto Herreros   | Spanien      | 173    |
| Carlton Myers      | Italien      | 147    |
| Dirk Nowitzki      | Deutschland  | 137    |
| Artūras Karnišovas | Litauen      | 128    |
| Dejan Bodiroga     | Jugoslawien  | 127    |

### Meiste Punkte pro Spiel
| Spieler           | Nationalität | Punkte |
| ----------------- | ------------ | ------ |
| Alberto Herreros  | Spanien      | 19,2   |
| Luboš Bartoň      | Tschechien   | 18,7   |
| Doron Sheffer     | Israel       | 16,7   |
| Carlton Myers     | Italien      | 16,3   |
| Antoine Rigaudeau | Frankreich   | 15,5   |
| Dirk Nowitzki     | Deutschland  | 15,2   |

### Meiste Rebounds pro Spiel
| Spieler         | Nationalität | Rebounds |
| --------------- | ------------ | -------- |
| Arvydas Sabonis | Litauen      | 8,5      |
| Vitaly Nosov    | Russland     | 7,9      |
| Hüseyin Beşok   | Türkei       | 7,4      |
| Alfonso Reyes   | Spanien      | 7,2      |
| Ivica Jurković  | Slowenien    | 6,5      |

### Meiste Assists pro Spiel
| Spieler            | Nationalität | Assists |
| ------------------ | ------------ | ------- |
| Toni Kukoč         | Kroatien     | 6,3     |
| Vladimir Bogojevic | Deutschland  | 5,2     |
| Damir Mulaomerović | Kroatien     | 4,8     |
| Kerem Tunçeri      | Türkei       | 4,6     |
| Dejan Bodiroga     | Jugoslawien  | 4,3     |

## Die deutsche Mannschaft
Die deutsche Mannschaft bestand aus Stephen Arigbabu, Vladimir Bogojevič, Patrick Femerling, Jörg Lütcke, Tim Nees, Dirk Nowitzki, Kai Nürnberger, Ademola Okulaja, Henrik Rödl, Gerrit Terdenge, Drazan Tomic und Denis Wucherer; Coach war Henrik Dettmann.